# I-28
I-28 — підводний човен Імперського флоту Японії, який взяв участь у Другій світовій війні.
Корабель спорудили на корабельні компанії Mitsubishi у Кобе. Човни типу B, підтипу B1 (він же клас I-15), до яких належав I-28, мали великі розміри (їх надводна водотоннажність перевищувала підводний показник океанських підводних човнів США) та могли нести розвідувальний літак або, після переобладнання, мінісубмарину для диверсійних операцій.
I-28 завершили на початку лютого 1942-го та з 24 лютого включили до складу 14-ї дивізії підводних човнів.
До середини квітня I-28 провадив тренування у Внутрішньому Японському морі, а 15 квітня полишив його та попрямував до Океанії. 24 квітня човен прибув на схід Каролінських островів до атола Трук, де ще до війни була створена потужна база Імперського флоту, з якої до лютого 1944-го провадились операції у цілому ряді архіпелагів.
Вже через кілька діб, 30 квітня, I-28 вийшов у похід в межах «Операції МО», націленої на створення баз на сході Соломонових островів з наступним заволодінням Порт-Морсбі. До 5 травня він повинен був приєднатись до групи підводних човнів, котрі утворювали «завісу» в районі на південний захід від острова Гуадалканал з метою прикриття авіаносного ударного з'єднання (у середині дня 5 травня це з'єднання обігнуло зі сходу острів Сан-Крістобаль та попрямувало на захід уздовж південного краю Соломонових островів).
8—9 травня відбулась битва у Кораловому морі, внаслідок якої японці відмовились від висадки у Порт-Морсбі. Після цього 11 травня I-28 наказали повернутись на Трук, де він повинний був пройти переобладнання для прийому мінісубмарини з подальшою участю в атаці на Сідней. Повідомлення було перехоплене та розкодоване американцями, котрі спрямували відповідні попередження своїм субмаринам.
Вранці 16 травня 1942-го від I-28 надійшло останнє повідомлення про певні проблеми із дизельним двигуном. А дещо більше ніж через добу I-28 помітили з «Таутог». Останній за кілька годин до того вже зустрівся із I-22 та I-24, проте тоді торпедна атака виявилась невдалою.
Близько 11 години ранку «Таутог» випустив дві торпеди по I-28, одна з яких влучила в човен та примусила його зупинитись. Через шість хвилин з американської субмарини поцілили супротивника ще однією торпедою, що призвело до загибелі I-28 разом з усім екіпажем із 88 осіб.